# Sant Sebastian (Isèra)
Saint-Sébastien és un municipi francès situat al departament de la Isèra i a la regió d'Alvèrnia-Roine-Alps. L'any 2007 tenia 224 habitants.

## Demografia

### Població
El 2007 la població de fet de Saint-Sébastien era de 224 persones. Hi havia 84 famílies de les quals 26 eren unipersonals (13 homes vivint sols i 13 dones vivint soles), 25 parelles sense fills, 29 parelles amb fills i 4 famílies monoparentals amb fills.
La població ha evolucionat segons el següent gràfic:
Habitants censats

### Habitatges
El 2007 hi havia 143 habitatges, 88 eren l'habitatge principal de la família, 51 eren segones residències i 4 estaven desocupats. 133 eren cases i 10 eren apartaments. Dels 88 habitatges principals, 63 estaven ocupats pels seus propietaris, 18 estaven llogats i ocupats pels llogaters i 7 estaven cedits a títol gratuït; 2 tenien una cambra, 10 en tenien dues, 13 en tenien tres, 27 en tenien quatre i 35 en tenien cinc o més. 70 habitatges disposaven pel capbaix d'una plaça de pàrquing. A 38 habitatges hi havia un automòbil i a 46 n'hi havia dos o més.

### Piràmide de població
La piràmide de població per edats i sexe el 2009 era:
| Homes | Edats   | Dones |
| ----- | ------- | ----- |
| 0     | 95 o +  | 0     |
| 0     | 90 a 94 | 4     |
| 0     | 85 a 89 | 0     |
| 0     | 80 a 84 | 0     |
| 0     | 75 a 79 | 4     |
| 0     | 70 a 74 | 4     |
| 8     | 65 a 69 | 4     |
| 8     | 60 a 64 | 8     |
| 8     | 55 a 59 | 12    |
| 4     | 50 a 54 | 4     |
| 4     | 45 a 49 | 4     |
| 8     | 40 a 44 | 8     |
| 12    | 35 a 39 | 8     |
| 0     | 30 a 34 | 4     |
| 0     | 25 a 29 | 0     |
| 0     | 20 a 24 | 4     |
| 4     | 15 a 19 | 8     |
| 12    | 10 a 14 | 16    |
| 8     | 5 a 9   | 4     |
| 0     | 0 a 4   | 4     |

## Economia
El 2007 la població en edat de treballar era de 134 persones, 96 eren actives i 38 eren inactives. De les 96 persones actives 84 estaven ocupades (51 homes i 33 dones) i 11 estaven aturades (4 homes i 7 dones). De les 38 persones inactives 9 estaven jubilades, 19 estaven estudiant i 10 estaven classificades com a «altres inactius».

### Ingressos
El 2009 a Saint-Sébastien hi havia 95 unitats fiscals que integraven 237 persones, la mediana anual d'ingressos fiscals per persona era de 16.991 €.

### Activitats econòmiques
Dels 7 establiments que hi havia el 2007, 1 era d'una empresa alimentària, 2 d'empreses de construcció, 3 d'empreses de serveis i 1 d'una empresa classificada com a «altres activitats de serveis».
L'únic servei als particulars que hi havia el 2009 era una empresa de construcció.
L'únic establiment comercial que hi havia el 2009 era una fleca.
L'any 2000 a Saint-Sébastien hi havia 8 explotacions agrícoles.

## Poblacions més properes
El següent diagrama mostra les poblacions més properes.